# Амбарчик (бухта)
Амбарчик — бухта у юго-восточного берега Восточно-Сибирского моря. Расположена между мысом Столбовой и мысом Медвежий (Тонкий). Открыта к северу, вдается в материк на 3 км. Ширина у входа 7 км. Глубина до 4 м.
На берегу бухты тундровая растительность. Берег преимущественно низменный, местами обрывистый. Восточнее залива расположен залив Медвежий, западнее бухта Трояна (Чаячья). У мыса Столбовой соединяется с устьем Колымы (протока Каменная Колыма)
Покрыт льдом большую часть года — с октября по июль.
В восточной части бухты расположен посёлок Амбарчик.
Административно бухта входит в Республику Саха России. Недалеко от бухты проходит граница между Якутией и Чукотским автономным округом.